# 27.º governo republicano (Portugal)
O 27.º governo da Primeira República Portuguesa, nomeado a 20 de novembro de 1920 e exonerado dez dias depois a 30 de novembro do mesmo ano, foi liderado por Álvaro de Castro.
A sua constituição era a seguinte:
| Cargo                               | Detentor | Detentor                                                   | Período                                         |
| ----------------------------------- | -------- | ---------------------------------------------------------- | ----------------------------------------------- |
| Presidente do Ministério            |          | Álvaro de Castro (1878–1928)                               | 20 de novembro de 1920 a 30 de novembro de 1920 |
| Ministro do Interior                |          | Álvaro de Castro (1878–1928)                               | 20 de novembro de 1920 a 30 de novembro de 1920 |
| Ministro da Justiça e dos Cultos    |          | Artur Lopes Cardoso (1881–1968)                            | 20 de novembro de 1920 a 30 de novembro de 1920 |
| Ministro das Finanças               |          | Francisco da Cunha Leal (1888–1970)                        | 20 de novembro de 1920 a 30 de novembro de 1920 |
| Ministro da Guerra                  |          | Álvaro de Castro (interino) (1878–1928)                    | 20 de novembro de 1920 a 30 de novembro de 1920 |
| Ministro da Marinha                 |          | Júlio Martins (1878–1922)                                  | 20 de novembro de 1920 a 30 de novembro de 1920 |
| Ministro dos Negócios Estrangeiros  |          | Domingos Pereira (1882–1956)                               | 20 de novembro de 1920 a 30 de novembro de 1920 |
| Ministro do Comércio e Comunicações |          | António Joaquim Ferreira da Fonseca (1887–1937)            | 20 de novembro de 1920 a 30 de novembro de 1920 |
| Ministro das Colónias               |          | Jaime de Sousa (1875–1946)                                 | 20 de novembro de 1920 a 30 de novembro de 1920 |
| Ministro da Instrução Pública       |          | Júlio Dantas (1876–1962)                                   | 20 de novembro de 1920 a 30 de novembro de 1920 |
| Ministro do Trabalho                |          | Adriano Pimenta (não empossado) (1883–1926)                | 20 de novembro de 1920 a 22 de novembro de 1920 |
| Ministro do Trabalho                |          | António Joaquim Ferreira da Fonseca (interino) (1887–1937) | 22 de novembro de 1920 a 30 de novembro de 1920 |
| Ministro da Agricultura             |          | José Maria Álvares (1875–1940)                             | 20 de novembro de 1920 a 30 de novembro de 1920 |